# Per Jacob Liedbeck

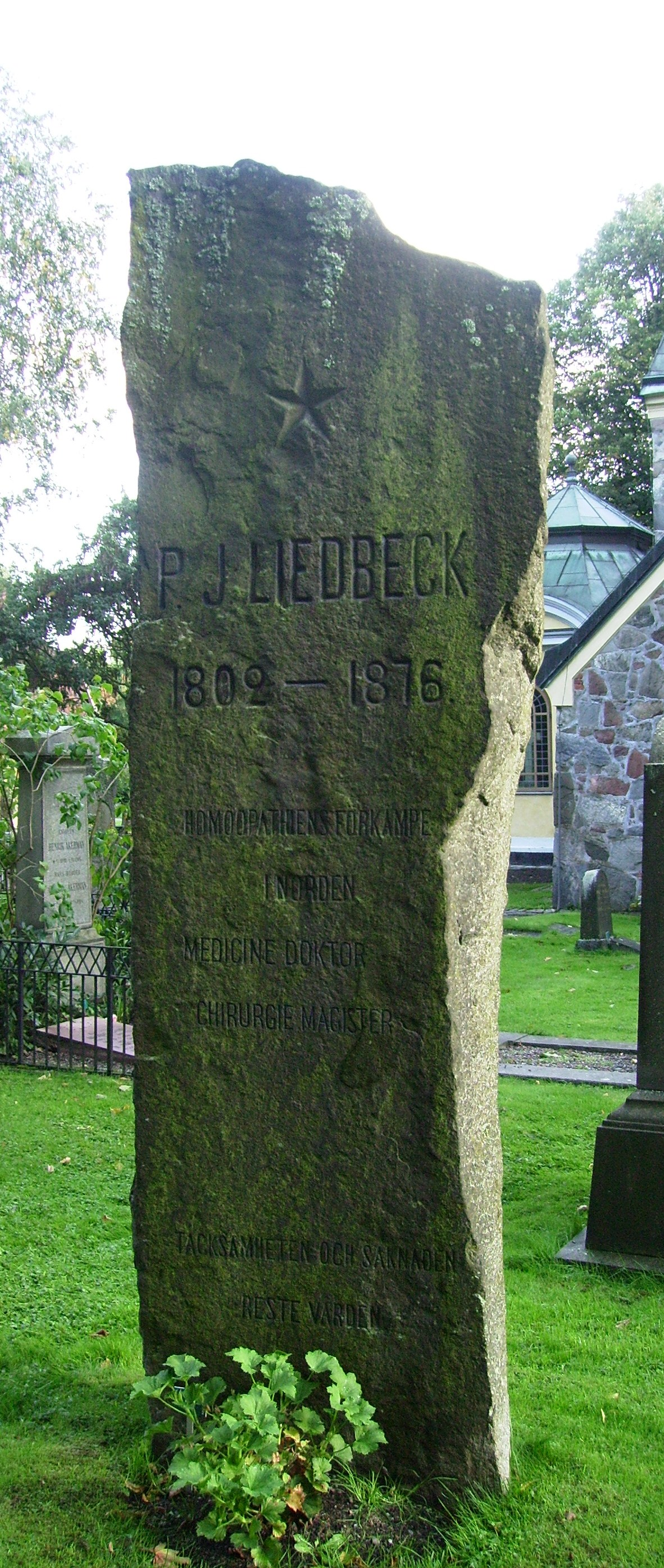
P.J. Liedbecks gravvård på Solna kyrkogård.

Per Jacob Liedbeck, född 16 juni 1802 i Trosa, död 5 oktober 1876 i Stockholm, var en svensk läkare. 
Han var son till handlanden Per Liedbeck och Katarina Marschell. Han var även brorsons sonson till matematikern Lars Liedbeck. År 1833 gifte han sig med Jetta Ling, dotter till Pehr Henrik Ling. Själv var han far till Alarik Liedbeck, som blev kemist och Alfred Nobels främste medarbetare . 
Liedbeck blev student vid Uppsala universitet 1821, blev medicine licentiat 1828 och medicine doktor 1835. Han tjänstgjorde som anatomie prosektor vid Uppsala universitet 1831–46. Under sina resor till Tyskland lärde han känna Samuel Hahnemanns läror och praktiserade från 1846 som homeopatisk läkare i Stockholm. Han undervisade även i anatomi vid det av hans svärfar grundade Gymnastiska centralinstitutet i Stockholm 1846–51. Liedbeck författade en rad skrifter inom ämnet homeopati och översatte även Hahnemanns Organon (1835).